# Bartolomeo di Fruosino

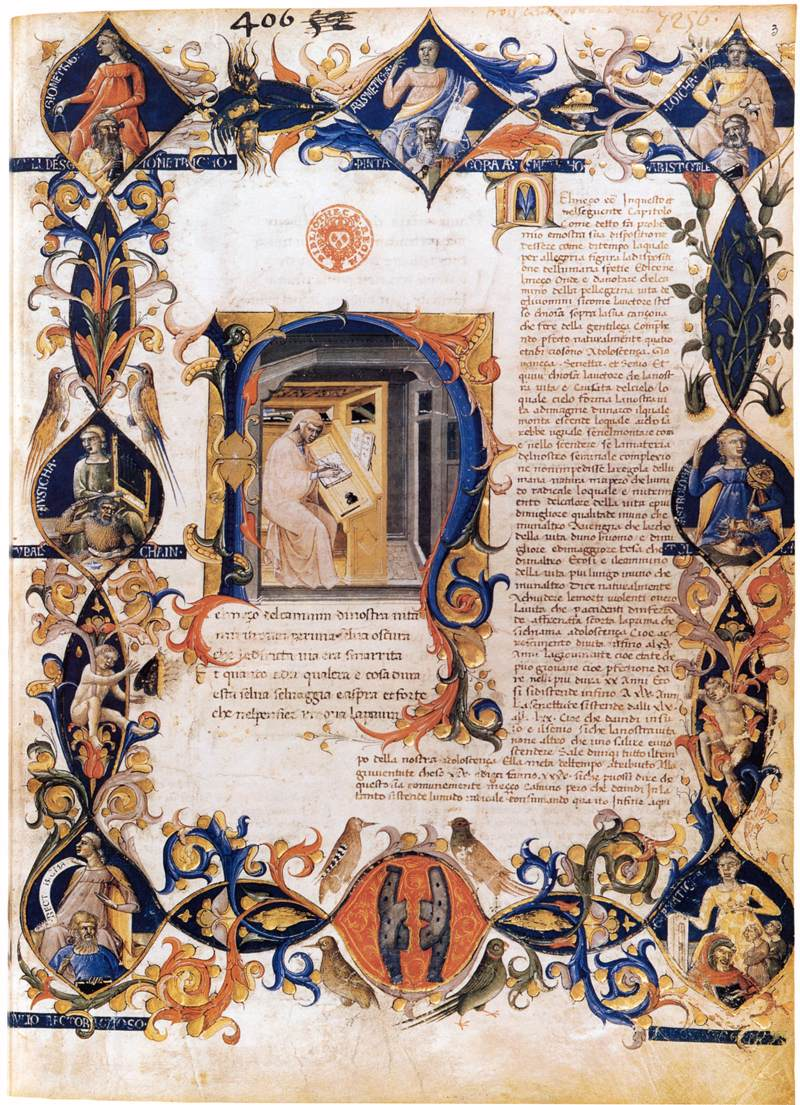
Una pagina dell'Inferno, della Divina Commedia di Dante Alighieri (Folio 3v), illustrata da Bartolomeo di Fruosino, Biblioteca nazionale di Francia, realizzata tra il 1430 e il 1435

Bartolomeo di Fruosino (Firenze, 1366 o 1369 – Firenze, 7 dicembre 1441) è stato un pittore e miniatore italiano della scuola fiorentina rinascimentale.

## Biografia
Nacque, visse e lavorò per tutta la vita a Firenze. Parte dell'indecisione sulla sua età e anno di nascita deriva da diverse dichiarazioni che fece durante la vita: nel 1427 si attribuì 61 anni e 64 nel 1433. Suo fratello, Giovanni, era uno scultore e forse anche un pittore. Bartolomeo fu iscritto alla Corporazione di San Luca di Firenze con Agnolo Gaddi dal 1394, e lavorò alla progettazione della Cappella del Sacro Cingolo del Duomo di Prato. Tra il 1402 e il 1438, ricevette molti ordini per il nuovo ospedale di Santa Maria e morì ricco. Non si sposò mai. Le sue opere subirono l'influenza di Lorenzo Monaco. Una miniatura di un messale della chiesa di Sant'Egidio, nel 1421, è firmata ma tutte le altre opere gli sono state attribuite. Le sue opere si trovano nel Metropolitan Museum of Art, nella Galleria dell'Accademia e nella Basilica di San Marco a Firenze.